# GameSpot
GameSpot — це американський вебсайт відеоігор, який надає новини, огляди, попередні перегляди, завантаження та іншу інформацію про відеоігри. Сайт був запущений 1 травня 1996 року, створений Пітом Дімером, Вінсом Броуді та Джоном Епштейном. На додаток до інформації, створеної співробітниками GameSpot, сайт також дозволяє користувачам писати власні огляди, блоги та дописи на форумах сайту. З жовтня 2022 року він належить Fandom, Inc.
У 2004 році GameSpot отримав нагороду «Найкращий ігровий веб-сайт» за версією глядачів у другому шоу Video Game Award Show на Spike TV  і кілька разів вигравав Webby Awards . За даними дослідження Compete.com, до жовтня 2008 року домен GameSpot.com щороку відвідував щонайменше 60 мільйонів відвідувачів. 

## Історія
У січні 1996 року Піт Дімер, Вінс Броуді та Джон Епштейн залишили свої посади в IDG і заснували SpotMedia Communications.    Потім SpotMedia запустила GameSpot 1 травня 1996 року.  Спочатку GameSpot зосереджувався виключно на персональних комп’ютерних іграх, тому дочірній сайт VideoGameSpot був запущений 1 грудня 1996 року   Згодом VideoGameSpot, який потім перейменували на VideoGames.com, було об’єднано з GameSpot.  У лютому 1999 року журнал PC назвав GameSpot одним із сотні найкращих веб-сайтів разом із конкурентами IGN та CNET Gamecenter .  Наступного року The New York Times оголосила GameSpot і Gamecenter « Time and Newsweek ігрових сайтів». 
У жовтні 2005 року GameSpot прийняв новий дизайн, схожий на TV.com, який зараз вважається дочірнім сайтом GameSpot. 
З 2006 по 2013 рік у GameSpot було декілька різних платних підписок, але вони більше не використовуються.   
Нова зміна макета була прийнята в жовтні 2013 року 
У жовтні 2022 року Fandom придбав GameSpot разом із Metacritic, TV Guide, GameFAQs, Giant Bomb, Cord Cutters News і Comic Vine від Red Ventures. 

### Міжнародна історія
GameSpot UK (Велика Британія) було засновано в жовтні 1997 року та працювало до середини 2002 року, пропонуючи контент, орієнтований на британський ринок, який часто відрізнявся від контенту сайту США. Протягом цього періоду GameSpot UK виграв 1999 PPAi (інтерактивна асоціація періодичних видавців) нагороду за найкращий веб-сайт  і потрапив у короткий список у 2001 році  PC Gaming World вважався «сестринським друкованим журналом», і певний вміст з’являвся як на GameSpot UK, так і на PC Gaming World .  Після покупки ZDNet компанією CNET GameSpot UK було об’єднано з головним сайтом США. 24 квітня 2006 року GameSpot UK було перезапущено. 
Подібним чином GameSpot AU (Австралія) існувала в місцевому масштабі наприкінці 1990-х років з оглядами, створеними в Австралії. Він припинив свою діяльність у 2003 році. Коли в 2003 році була запущена локальна версія головного порталу CNET, CNET.com.au, вміст GameSpot AU було складено в CNET.com.au. Сайт було повністю перезапущено в середині 2006 року зі спеціалізованим форумом, місцевими оглядами, спеціальними функціями, місцевими цінами в австралійських доларах, датами випуску в Австралії та іншими місцевими новинами.

### Звільнення Герстмана
Джефф Герстманн, редакторський директор сайту, був звільнений 28 листопада 2007 року  Одразу після його звільнення поширювалися чутки про те, що його звільнення було результатом зовнішнього тиску з боку Eidos Interactive, видавця Kane & Lynch: Dead Men, який придбав значну суму[прояснити] рекламного простору на веб-сайті ' . Ґерстманн раніше давав Kane & Lynch справедливий або небажаний рейтинг разом із критикою.  Як GameSpot, так і материнська компанія CNET заявили, що його звільнення не було пов’язане з перевіркою, але через корпоративні та юридичні обмеження не змогли розкрити причину.   Через місяць після звільнення Герстманна рецензент-фрілансер Френк Прово залишив GameSpot через вісім років, заявивши, що «Я вважаю, що керівництво CNET відпустило Джеффа з абсолютно неправильних причин. Я вважаю, що CNET має намір пом’якшити тон сайту та підвищити рейтинги, щоб зробити рекламодавців щасливими». 

### Знатний персонал
- Грег Касавін – виконавчий редактор і директор сайту GameSpot, який пішов у 2007 році, щоб стати розробником ігор. Він став продюсером EA та 2K Games . Станом на 2021 рік він працював у Supergiant Games як сценарист і креативний директор. [25] [26]
- Джефф Герстманн – редакційний директор сайту, звільнений з GameSpot 28 листопада 2007 року з невідомих причин, після чого він створив Giant Bomb . [27] Після оголошення про купівлю Giant Bomb компанією CBS Interactive 15 березня 2012 року Джеффу дозволили розповісти, що керівництво його звільнило через те, що видавці погрожували скоротити дохід від реклами через невисокі оцінки рецензій. редакційна команда ' . [28]
- Денні О’Двайер – відеоведучий GameSpot, заснував у 2016 році компанію Noclip, що займається краудфінансуванням документальних фільмів про ігри [29]

## Особливості спільноти
Спочатку форумами ' керувала ZDNet, а пізніше Lithium. GameSpot використовує напівавтоматичну систему модерації з численними модераторами -добровольцями. Модераторів GameSpot обирає оплачуваний персонал GameSpot з членів спільноти користувачів GameSpot. Через розмір і величезну кількість дощок і дописів на GameSpot існує функція «повідомлення», за допомогою якої звичайний користувач може повідомити про повідомлення про порушення неоплачуваному волонтеру-модератору.
Окрім системи дошок повідомлень, GameSpot розширив свою спільноту, додавши такі функції, як блоги користувачів (раніше відомі як «журнали»)  та відеоблоги користувачів. Користувачі можуть відстежувати інших користувачів, таким чином дозволяючи їм бачити оновлення своїх улюблених блогів. Якщо обидва користувачі відстежують один одного, вони вносяться до списку друзів один одного.